# Necktra
Necktra is de naam van de trein die een verbinding voor goederenvervoer op de as België-Duitsland-Zwitserland-Italië bood, ingesteld door de Belgische goederenoperator B-Cargo.
Vanaf 6 november 2000 reed er elke werkdag een nieuwe trein die de belangrijkste economische centra in België met het Duitse industriegebied rond Mannheim verbond. De trein vertrok 's nachts vanuit station Antwerpen-Noord, werd in het grensstation Montzen aangevuld met goederenwagens afkomstig uit ander Belgische regio's en kwam in Mannheim aan om 12:40u. In de loop van de volgende ochtend werden de wagens bij de klanten geplaatst. 
In de andere richting vertrok de trein in de vroege namiddag vanuit Mannheim en kwam aan in Antwerpen iets na 23:00u. De meeste wagens werden in de voormiddag van de volgende dag bij de klanten afgeleverd. 
Door het uitschakelen van het rangeren in het station Gremberg (nabij Keulen) nam de snelheid en betrouwbaarheid van het vervoer tussen België en Mannheim gevoelig toe. Die nieuwe trein, die dus Necktra gedoopt werd, kreeg dan ook zonder problemen het EurailCargolabel. Chemische producten, tabak, kaolien en auto-onderdelen vormden het basispotentieel voor deze treinen die door B-Cargo en Railion gecommercialiseerd werden. 
De Necktra nam ook wagens mee voor Basel, Zürich, Milaan, Bologna en Chiasso omdat er vanuit Mannheim snelle treinverbindingen zijn naar deze steden. De maximumcapaciteit van de trein bedroeg 1600 brutoton.  